# 美濃部達吉
美濃部 達吉（みのべ たつきち、1873年〈明治6年〉5月7日 - 1948年〈昭和23年〉5月23日）は、日本の法学者、憲法学者、政治家。東京帝国大学名誉教授。天皇機関説を主張し、大正デモクラシーにおける代表的理論家として知られる。昭和期には天皇機関説事件により、貴族院議員を辞職した。戦後の1948年には勲一等旭日大綬章を受章。一木喜徳郎門下。弟子に清宮四郎、宮沢俊義、柳瀬良幹、田中二郎、鵜飼信成、田上穣治など。

## 生涯

### 前半生
1873年（明治6年）5月7日、兵庫県加古郡高砂町（現・高砂市）の漢方医・美濃部秀芳（美濃部秀軒の子。）の次男として生まれた。高砂小学校、小野中学校（現：兵庫県立小野高校）、第一高等中学校を経て、1894年（明治27年）、帝国大学法科大学政治学科（現・東京大学法学部）に進み、天皇機関説を主唱した一木喜徳郎に師事する。1897年（明治30年）に大学を卒業し、文官高等試験行政科に合格して、内務省に勤務する。1899年（明治32年）にドイツやフランス、イギリスに留学し、翌1900年（明治33年）に東京帝国大学助教授、1902年（明治35年）に同教授となり比較法制史の講座を担任する。大学の同期に国際法学者の立作太郎、公法学者の筧克彦がおり、また東京帝国大での弟子に憲法学では清宮四郎・宮沢俊義・鵜飼信成・柳瀬良幹・松岡修太郎・中村哲 (政治学者)、行政法学では田中二郎・柳瀬良幹・宇賀田順三・園部敏らがいる。東京帝国大に先立ち、東京高等商業学校（後に東京商科大学、現・一橋大学）でも教鞭を執り、1903年（明治36年）10月には同校の兼任教授となり、渡辺廉吉に代わって憲法・行政法を担当した。東京商科大学で助手を務めていた弟子に公法学者の田上穣治（のちに一橋大学名誉教授）がいる。また、1903年（明治36年）には、一木夫妻の媒酌で、文部大臣菊池大麓の三女・民子と結婚した。1908年（明治41年）、一木が大学から退いた後を受けて、行政法第一講座を兼担。1911年（明治44年）、帝国学士院会員に任命された。
1912年（大正元年）に発表した『憲法講話』で、天皇機関説を発表。同説は、ドイツのゲオルグ・イェリネックが主唱した「君主は国家におけるひとつの、かつ最高の、機関である」とする国家法人説に基づいて大日本帝国憲法を解釈し、日本の統治機構を解く学説である。同年、病気により退官した穂積八束教授の後を受けて東京帝国大学法科大学長に就任し、天皇主権説を唱えた上杉慎吉教授と論争を展開した。こののち天皇機関説は大正天皇や昭和天皇、当時の政治家や官僚らにとっても当然のものとして受け入れられるようになっていった。
1920年（大正9年）、講座増設で憲法第二講座が設けられ、行政法第一講座と兼担する。同年に憲法の講義を受講した清宮四郎によると、美濃部は、「書物や原稿などをいっさい参照しないで、文字どおり"素手"でノートをとらせる」講義スタイルであった。週3回×半年にわたり、2時間近くこのやり方で押し通した美濃部のことを、清宮は「とても人間わざとは思えませんでした」と評している。
1930年（昭和5年）、ロンドン海軍軍縮条約の批准に関連して、いわゆる統帥権干犯問題が起きた際には、「兵力量の決定は統帥権の範囲外であるから、内閣の責任で決定するのが当然である」として濱口雄幸内閣の方針を支持した。また1932年（昭和7年）に血盟団事件で井上準之助大蔵大臣が暗殺された際には、政府による右翼取締りの甘さを非難した。政党による行き過ぎた利権誘導にも批判的で、内務省の革新官僚が推進した知事・官僚の身分保障規定（文官任用令11条）の復活には賛成論を唱えている。同年5月10日には貴族院勅選議員となる。
1934年（昭和9年）に東京帝国大学及び兼官を退官し東京帝国大学名誉教授の称号を受ける。翌年3月には東京商科大学兼任教授も退任し、後任の憲法担当として大学同期の筧克彦を派遣した。

### 天皇機関説事件

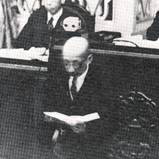
貴族院本会議場で「一身上の弁明」演説を行う美濃部（1935年〈昭和10年〉2月25日）

1934年（昭和9年）、国体明徴運動が起こり、美濃部は排撃され始めた。ただし、昭和天皇は美濃部の天皇機関説を支持していた。また、前年には、ナチス・ドイツで焚書が行われ、美濃部の学説に影響を与えたゲオルク・イェリネックの著書が、イェリネックがユダヤ人であることを理由に、発禁・焚書の対象とされた。同時期、日本でもナチス・ドイツへの関心が高まり、美濃部の学説は反ファシズム・反ナチズムとみなされるようになった。
1935年（昭和10年）、貴族院本会議において、菊池武夫議員により天皇機関説非難の演説が行われ、軍部や右翼による機関説と美濃部排撃が激化する。これに対し美濃部は、「一身上の弁明」と呼ばれる演説を行い、自己の学説の正当性を説いた。美濃部の理路整然とした演説に、議場は満場水をうったような静けさだった。
しかし、著書は発禁処分となり、不敬罪の疑いで検事局の取り調べを受けた（ただし、起訴猶予処分となっている）。
同年9月18日、美濃部は貴族院議員を辞職し、公職を退いた。

### 美濃部達吉狙撃事件
翌1936年（昭和11年）2月21日、天皇機関説の内容に憤った右翼暴漢の銃撃を受けて重傷を負った。この暴漢小田十壮は、身分を偽って蟄居中の美濃部宅を訪問、犯行に及んだもので発砲音を聞き駆け付けた警官の発砲により小田自身も一時重体に陥っている。事件を受けて東京地方検事局は報道を禁止した。
裁判では一審で懲役8年、控訴した二審では懲役3年の判決を受けた。これは、美濃部の供述から、右足に負傷したのは逃げた空き地の鉄条網を越えてからのことになっていたが、暴漢小田が、7発の弾丸を撃ちつくしたのはそれ以前であり、別人の犯行の可能性が出たからである。
弁護人の林逸郎、竹上半三郎は、この疑問から警護の巡査達にも疑いが向けられ巡査たちを喚問したが証言が曖昧であったため、警視庁にも当該巡査達のピストルの取寄せを求めたが、警視庁はピストルが見つからぬと回答。さらに警視庁のピストルの台帳にも見当たらぬと回答。やむなく帝大で美濃部の体内から摘出された弾丸と、暴漢小田が犯行に使用したピストルの弾丸の施条痕の鑑定が行われたが、螺旋の巻き方が違うことが判明。暴漢小田に傷害の責任はなかった。美濃部に銃傷を負わせた犯人はいまだ不明である。
この一連の天皇機関説事件の中で、岡田内閣は2度わたって「国体明徴声明」を出し、天皇機関説は異端の学説とし撲滅を宣言させられた。

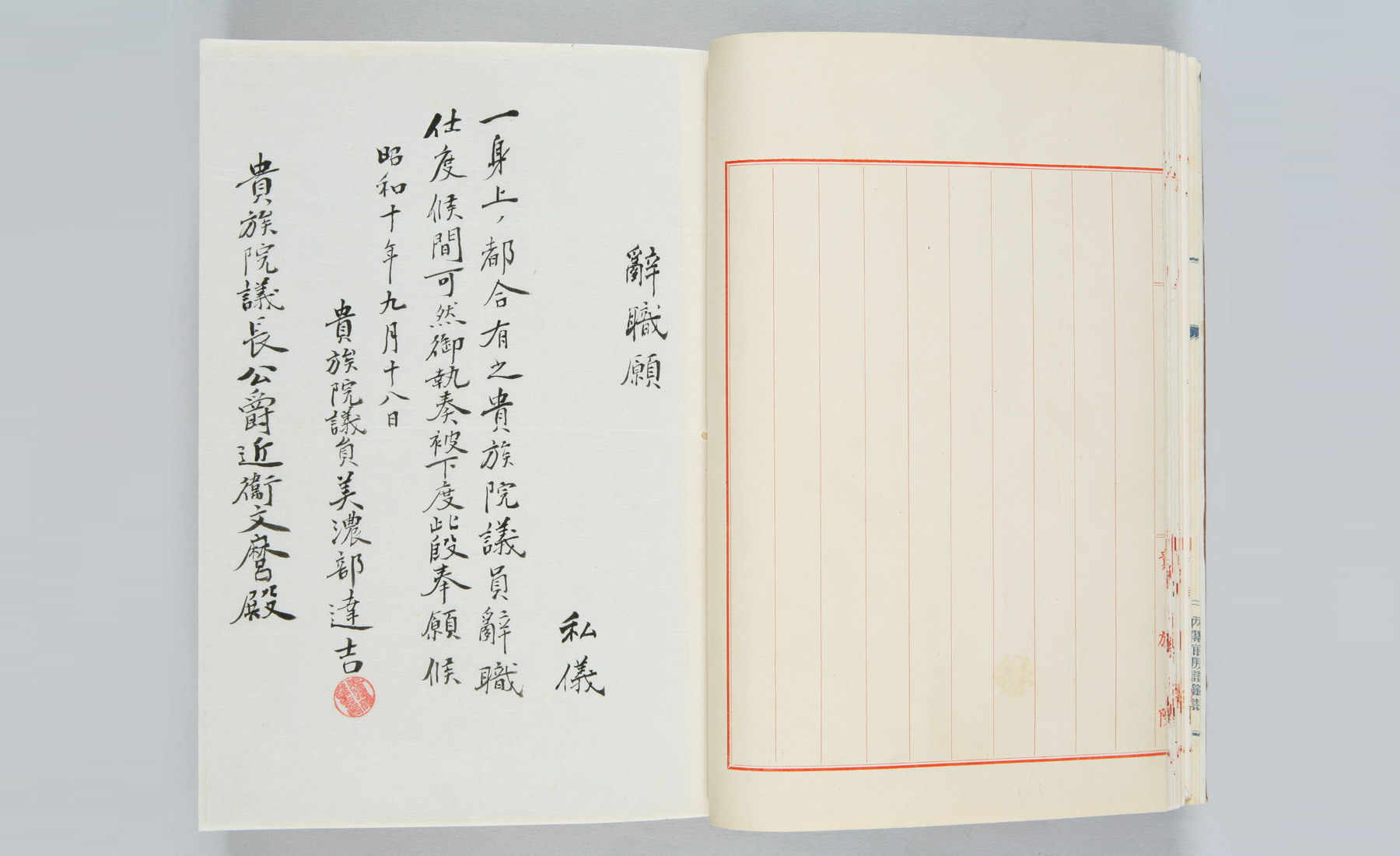
貴族院議員の辞職願（1935年〈昭和10年〉9月18日付）

### 戦後
第二次世界大戦後の1945年（昭和20年）、朝日新聞に「憲法改正問題」を寄稿（同年10月20日に掲載）。解釈と運用により憲法の民主化は可能であるとして改正不急を説くものの、占領軍の対日政策により憲法改正作業が行われ、美濃部も内閣の憲法問題調査会顧問や枢密顧問官として憲法問題に関与した。
しかし、占領軍は国家の根本規範を改正する権限を有しないとの理解を前提に、美濃部は新憲法の有効性について懐疑的見解を示し、国民主権原理に基づく憲法改正は「国体変更」であるとして日本国憲法に反対した。枢密院における新憲法草案の審議でも、議会提出前の採決でただ一人反対の態度を示し、議会通過後の採決も欠席棄権するなどして抵抗し、「オールド・リベラリストの限界」と非難された。しかし、美濃部の見解と同様に、主権の所在の変更を伴う日本国憲法制定は無効であったとする主張は根強く存在している（「憲法無効論」も参照）。
なお美濃部の弟子の宮沢俊義は、八月革命説（ポツダム宣言受諾によって日本において法的には「革命」が起き、それによって主権の所在が天皇から国民に変更されたため、それに基づく日本国憲法は有効である）という学説を提唱し、憲法改正の正当性を理論付けた。
1947年（昭和22年）には、日本初の大学通信教育課程である法政大学通信教育学部の初代部長に任命される。戦前には法政大学の前身である和仏法律学校で憲法講義を担当し、法政大学清国留学生法政速成科の憲法学の講義も担当した。
日本国憲法の成立後には、この憲法の研究を重ね、多くの著書・論文を発表したが、日本国憲法施行の1年後、1948年（昭和23年）5月23日に没した。

## 年譜
- 1873年（明治6年）：5月7日、出生。

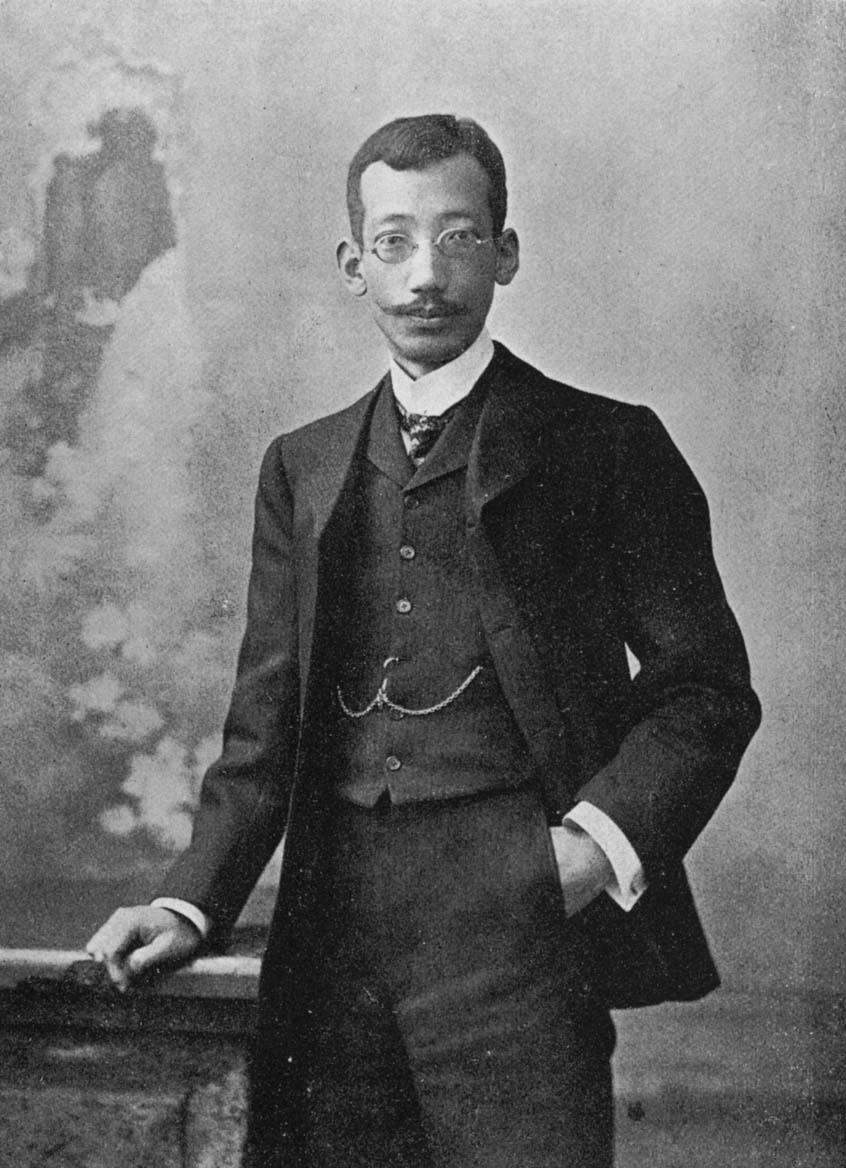
美濃部達吉（1908年頃）

- 1897年（明治30年）：7月、東京帝国大学法科大学政治学科卒業。8月、内務省属に任じられ、縣治局市町村課に配属。12月、文官高等試験合格。
- 1898年（明治31年）：8月、依願免本官（諭旨）。同月、内務省試補を命じられ、縣治局[14]に配属。
- 1899年（明治32年）：5月、比較法制史研究のため、ドイツ・フランス・イギリス三ヶ国への留学を命じられる。依願により内務省試補を免じる。
- 1900年（明治33年）：6月、東京帝国大学法科大学助教授に任じられ、高等官七等に叙される。引き続き外国留学を命じられる。9月、従七位に叙される。
- 1901年（明治34年）：3月、高等官六等に陞叙される。7月、正七位に叙される。
- 1902年（明治35年）：10月、東京帝国大学法科大学教授に任じられ、高等官六等に叙される。比較法制史講座担任を命じられる。11月、帰朝。
- 1903年（明治36年）：4月、高等官五等に陞叙される。7月、従六位に叙される。8月、法学博士を授けられる。10月、東京高等商業学校教授を兼任。高等官五等に叙される。
- 1905年（明治38年）：5月、高等官四等に陞叙される。7月、正六位に叙される。
- 1907年（明治40年）：8月、高等官三等に陞叙される。10月、従五位に叙される。
- 1908年（明治41年）：9月、行政法第一講座の兼担を命じられる。
- 1910年（明治43年）：4月、高等官二等に陞叙される。7月、正五位に叙される。
- 1911年（明治44年）：1月、帝国学士院会員。9月、比較法制史講座担任を免じる。12月、法制局参事官を兼任。高等官三等に叙される。同月、勲四等に叙され、瑞宝章を授けられる。
- 1912年（明治45年）：4月、高等官二等に陞叙される。
- 1915年（大正4年）：8月、従四位に叙される。
- 1916年（大正5年）：1月、勲三等に叙され、瑞宝章を授けられる。4月、旭日中綬章を授けられる。
- 1917年（大正6年）：10月、法律取調委員。
- 1918年（大正7年）：5月、高等官一等に陞叙される。
- 1919年（大正8年）：4月、東京帝国大学評議員。9月、銀杯一組を賜う。
- 1920年（大正9年）：4月、東京商科大学教授を兼任。高等官一等に叙される。8月、高等官一等に陞叙される。9月、正四位に叙される。10月、憲法第二講座の兼担を命じられる。
- 1922年（大正11年）：2月、ヨーロッパへ出張を命じられる。ベルギー学士院創立150年祝賀式への参列を命じられる。12月、帰朝。
- 1923年（大正12年）：1月、行政法第一講座の分担を命じられる。同月、勲二等に叙され、瑞宝章を授けられる。3月、行政法第一講座分担を免じられ、行政法第一講座担任、憲法第二講座の兼担を命じられる。
- 1924年（大正13年）：6月、東京帝国大学法学部長。10月、九州帝国大学教授・同大学法文学部長（事務取扱）を兼任、行政法の研究に従事する。高等官一等に叙される。
- 1925年（大正14年）：3月、憲法第二講座の兼担を免じる。11月、従三位に叙される。
- 1926年（大正15年）：4月、憲法第二講座の兼担を命じられる。同月、図書復興委員会委員。
- 1927年（昭和2年）：6月、東京帝国大学法学部長を辞任する（依願免職）。10月、九州帝国大学教授の兼務を辞任する（依願免職）。
- 1928年（昭和3年）：3月、憲法第二講座の兼担を免じる。4月、旭日重光章を授けられる。11月、大礼記念章を授与される。
- 1929年（昭和4年）：4月、憲法第一講座の兼担を命じられる。5月、法制審議会委員。9月、行政裁判法及訴願法改正委員会委員。
- 1930年（昭和5年）：1月、衆議院議員選挙改正審議会委員。
- 1932年（昭和7年）：5月、貴族院議員に任じられる。10月、昭和五年国勢調査記念章を授与される。
- 1933年（昭和8年）：1月、勲一等に叙され、瑞宝章を授けられる。
- 1934年（昭和9年）：3月、満州国建国功労章を贈与される。同月、依願免本官並びに兼官。4月、正三位に叙される。同月、金杯一箇を賜う。5月、勅任官待遇。6月、東京帝国大学名誉教授。
- 1935年（昭和10年）：3月、東京商科大学兼任教授退任（翌月中央大学講師も退く）[15]。
- 1935年（昭和10年）：9月、貴族院議員を辞任する（依願免職）。
- 1946年（昭和21年）：1月、枢密顧問官に任じられる。7月、公職適否審査会委員。同月、公職適否審査会委員長。
- 1947年（昭和22年）：5月、枢密院廃庁により枢密顧問官退官。
- 1948年（昭和23年）：5月23日、尿毒症のため吉祥寺の自宅で死去[16]。墓所は多磨霊園。

## 家族・親族
妻・多美子は菊池大麓の長女である。長男は第6・7・8代東京都知事の美濃部亮吉。兄は朝鮮銀行総裁等を務めた美濃部俊吉で、その息子である商工省および企画院官僚だった美濃部洋次は甥にあたる。曾姪孫は同志社大学教授の浜矩子。

## 栄典
位階
- 1903年（明治36年）7月10日 - 従六位[18]
- 1925年（大正14年）11月16日 - 従三位[19]
- 1934年（昭和9年）4月17日 - 正三位[20]

勲章等
- 1921年（大正10年）7月1日 - 第一回国勢調査記念章[21]
- 1933年（昭和8年）1月19日 - 勲一等瑞宝章[22]

## 著書

### 単著
- 『改正府県制郡制要義』（有斐閣、1899年）NDLJP:789633
  - 第4版（1907年）NDLJP:2385896
- 『日本国法学上巻』（有斐閣、1907年）NDLJP:2387801
- 『憲法及憲法史研究』（有斐閣、1908年）NDLJP:991332
- 『憲法講話』（有斐閣、1912年）NDLJP:788938
- 『米国憲法の由来及特質』（有斐閣、1918年）NDLJP:959924
  - 第5版（1946年）NDLJP:1270047
- 『憲法撮要』（有斐閣、1923年）NDLJP:987258　…天皇機関説事件に際して発禁処分。
  - 改訂第5版第3刷（1932年）NDLJP:1267441
  - 改訂版（1946年）NDLJP:1267437
- 『行政法提要』（有斐閣、初版1924年）NDLJP:971428
  - 第2版（1929年）上巻NDLJP:1442276、下巻NDLJP:1442280
  - 第3版（1931年）上巻NDLJP:1464155、下巻NDLJP:1268602
  - 第4版（1933年）上巻NDLJP:1268600
  - 第5版（1936年）上巻NDLJP:1461887
- 『逐条憲法精義』（有斐閣、1927年）NDLJP:1280004　…天皇機関説事件に際して発禁処分。
- 『行政裁判法』（千倉書房、1929年）NDLJP:1446994
- 『現代憲政評論』（日本評論社、1930年）NDLJP:1464605　…天皇機関説事件に際して改訂命令。
- 『議会制度論』（日本評論社、1930年）NDLJP:1281316
  - 再版（1946年）NDLJP:1078763
- 『議会政治の検討』（日本評論社、1934年）NDLJP:1464203　…天皇機関説事件に際して改訂命令。
- 『憲法と政党』（日本評論社、1934年）NDLJP:1444685
- 『日本憲法の基本主義』（日本評論社、1934年）NDLJP:1269525　…天皇機関説事件に際して発禁処分。
  - 第3版（1935年）NDLJP:1269779
- 『法の本質』（日本評論社、1935年）
  - （1948年）NDLJP:1267407
- 『公法と私法』（日本評論社、1935年）NDLJP:1269781
  - 再販（1939年）NDLJP:1269783
- 『選挙争訟及当選争訟の研究』（弘文堂、1936年）NDLJP:1269849
- 『日本行政法』（有斐閣、上巻1936年、下巻1940年）
  - 初版：第1巻（1909年）NDLJP:789526、第2巻（1910年）NDLJP:789527、第3巻（1914年）NDLJP:789528、第4巻（1916年）NDLJP:789529
  - 改版：上巻（総論）（1919年）NDLJP:937097、中巻（各論上）（1917年）NDLJP:937094　…下巻（各論下）は未完。
  - 上巻（1936年）NDLJP:1441736（再版（1940年）NDLJP:1272548）、下巻（1940年）NDLJP:1272574
- 『公用収用法原理』（有斐閣、1936年）NDLJP:1269985
- 『選挙罰則の研究』（良書普及会、1937年）NDLJP:1270099
- 『公務員賄賂罪の研究』（岩波書店、1939年）NDLJP:1267996
- 『行政刑法概論』（岩波書店、1939年）NDLJP:1461897
- 『日本鉱業法原理』（日本評論社、1941年）NDLJP:1877338
- 『経済刑法の基礎理論』（有斐閣、1944年）NDLJP:1459285
  - 再版（1945年）NDLJP:1272562
- 『新憲法概論』（有斐閣、1947年、増補版1950年）NDLJP:1267433　…美濃部の死後、宮沢俊義が補訂。
  - 学生版（第5版）（1948年）NDLJP:1270028
- 『新憲法逐条解説』（日本評論社、1947年）NDLJP:1267435
- 『米国憲法概論』（有斐閣、1947年）NDLJP:1267814
- 『行政法序論』（有斐閣、1948年）
- 『新憲法の基本原理』（国立書院、1948年）
  - 第2版（1948年）NDLJP:1270120
- 『日本国憲法原論』（有斐閣、1948年、補訂版1952年）NDLJP:1276036　…美濃部の死後、宮沢俊義が補訂。
- 『憲法撮要 I 復刻版』（桜耶書院、2015年）
- 『憲法撮要 II 復刻版』（桜耶書院、2016年）
- 『憲法撮要 III 復刻版』（桜耶書院、2016年）
- 『現代語訳　憲法撮要』（デザインエッグ社 2018年）
- 『憲法講話』岩波文庫、2018年11月。解説高見勝利

### 訳書
- オットー・マイヤー『独逸行政法上下』（中央大学出版部、再訂版1907年）
  - 第1巻（1903年）NDLJP:789516、第2巻（1903年）NDLJP:789517、第3巻（1903年）NDLJP:789518、第4巻（1903年）NDLJP:789519
  - 上巻（1907年）NDLJP:991330、下巻（1907年）NDLJP:991331
- ゲオルグ・イェリネック『人権宣言論』（日本評論社、1946年）
  - 国法学資料第1冊（有斐閣）（1906年）NDLJP:789031　…「少数者ノ権利ヲ論ス」、「歴史上ニ於ケル国家ノ種々相」も収録。
  - 社会科学叢書第24編（日本評論社）（1906年）NDLJP:1180124　…「少数者の権利を論ず」、「歴史上に於ける国家の種々相」、「憲法の改正と憲法の変遷」も収録。
  - 法学叢書16（日本評論社）（1946年）NDLJP:1045015　…「少数者の権利を論ず」、「歴史上に於ける国家の種々相」、「憲法の改正と憲法の変遷」も収録。
- 『欧洲諸国戦後の新憲法』（有斐閣、1922年）NDLJP:968587　…戦間期における、中欧諸国の憲法（ドイツのヴァイマル憲法や、ポーランド第二共和国の憲法、チェコスロヴァキアの憲法など）の翻訳。

## 主な門下生
- 清宮四郎（東北大学名誉教授）
- 宮沢俊義（東京大学名誉教授）
- 柳瀬良幹（東北大学名誉教授）
- 田中二郎（東京大学名誉教授）
- 田上穣治（一橋大学名誉教授）
- 松岡修太郎（北海道大学名誉教授）
- 中村哲 (政治学者)（法政大学名誉教授）
- 中島重（同志社大学・関西学院大学 教授）
- 宇賀田順三（元九州大学教授・八幡大学学長・西日本短期大学学長）
- 園部敏（立命館大学名誉教授）